# Медичний університет у Любліні
51°14′53″ пн. ш. 22°32′55″ сх. д. / 51.24806° пн. ш. 22.54861° сх. д.
Медичний університет в Любліні, до 2008 року — Медична академія імені Фелікса Скубішевського в Любліні (пол. Uniwersytet Medyczny w Lublinie) — медичний заклад вищої освіти у польському Любліні, заснований у 1950 році.

## Історія
Історія вищої медичної освіти в Любліні бере свій початок з 1944 року, коли був заснований Університет Марії Кюрі-Склодовської. Того ж року в університеті засновано медичний факультет, а за рік — фармацевтичний. 
У 1950 році факультет відокремлено від університету як самостійну Медичну академію в Любліні.
Протягом наступних років було створено ряд нових підрозділів:
- Кафедру медсестринства у 1972 року (з 1975 року — факультет);
- Кафедру стоматології у 1973 році;
- Кафедра аналітики фармацевтичного факультету в 1995 році;
- II Медичний факультет у 2004 році.

У 2003 році Академії присвоєно ім'я хірурга Фелікса Скубішевського. 
22 березня 2008 року заклад згідно Закону від 23 січня 2008 року реорганізований у Медичний університет в Любліні.

## Підрозділи та напрямки підготовки
Університет здійснює підготовку фахівців за п'ятнадцятьма напрямками на базі чотирьох факультетів:
- Перший факультет лікувальної справи з кафедрою стоматології
  - Лікувальна справа
  - Стоматологія
  - Стоматологічна гігієна
  - Зубна техніка
  - Електрорадіологія
- Другий факультет лікувальної справи з кафедрою англійської мови
  - Лікувальна справа
  - Біомедицина
- Фармакологічний факультет з кафедрою лабораторної діагностики
  - Лабораторна діагностика
  - Фармація
  - Косметологія
- Фаультет наук про здоров'я
  - Дієтологія
  - Фізіотерапія
  - Сестринська справа
  - Акушерство
  - Парамедицина
  - Громадське здоров'я

## Ректори
- 1950–1954 – проф. Фелікс Скубішевський
- 1954–1956 – проф. Юзеф Тинецький
- 1956–1959 – проф. Вєслав Голобут
- 1959–1968 – проф. Мечислав Стельмасяк
- 1968–1972 – проф. Ярослав Біллевич-Станкевич
- 1972–1981 – проф. Болеслав Семчук
- 1981–1984 – проф. Анджей Яклінський
- 1984–1990 – проф. Здіслав Клєйнрок
- 1991–1996 – проф. Маріян Казімеж Клямут
- 1996–1999 – проф. Здіслав Клєйнрок
- 1999–2005 – проф. Мацей Лятальський
- 2005–2012 – проф. Анджей Ксьонжек
- з 2012 – проф. Анджей Дроп.